# Maximilian von Dietrichstein

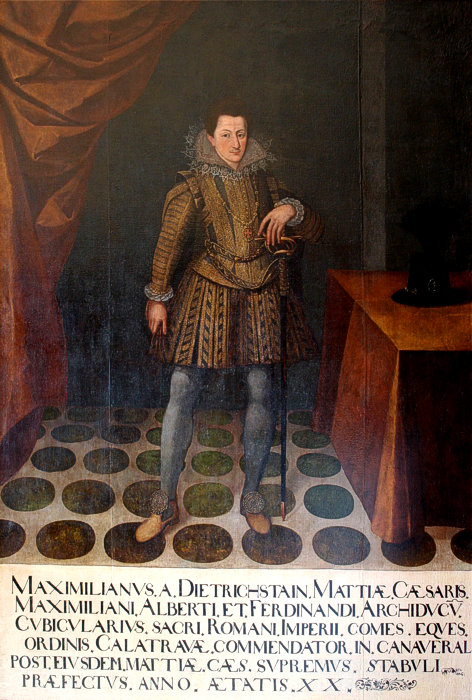
Maximilian von Dietrichstein

Maximilian von Dietrichstein (* 27. Juni 1596; † 5. November 1655 in Nikolsburg; Reichsgraf von Dietrichstein und Inhaber der Herrschaft Nikolsburg in Mähren, ab 1629 der zweite Reichsfürst von Dietrichstein, Freiherr zu Hollenburg, Finkenstein und Thalberg) war ein österreichischer Adeliger, Diplomat und Minister  im Dienst des Hauses Habsburg. Er war kaiserlicher Kämmerer, Obersthofmeister, Konferenzminister und Geheimer Rat der Kaiser Ferdinand II. und Ferdinand III., Ritter des Ordens vom Goldenen Vlies und Herr zu Nikolsburg, Kanitz, Polná, Leipnik, Weisskirch und Saar.

## Herkunft
Dietrichstein entstammt der zum österreichischen Uradel zählenden Familie derer von Dietrichstein. Er war ein jüngerer Sohn von Siegmund (II.) Graf von Dietrichstein, Freiherr zu Hollenburg, Finkenstein und Thalberg († 1602), und dessen Gemahlin, Johanna Della Scala Freiin von der Leytter zu Behrn und Vicenz auf Amerang († 17. August 1644), aus dem Haus der Scaliger, der früheren Herren von Verona. Er war damit ein Enkel des Reichsfreiherrn Adam von Dietrichstein.

## Biografie
Dietrichstein trat wie seine Vorfahren in den Dienst des Hauses Österreich ein, schlug aber keine militärische, sondern eine zivile Karriere ein. In seinen Jugendjahren erlebte er im Dienste des Erzherzogs Matthias von Österreich den Bruderzwist im Hause Habsburg mit, da er eine wachsende Rolle bei den Bemühungen des Erzherzogs spielte, die Stände vom zunehmend unpopulären Kaiser Rudolf II. abzuwenden und zur Unterstützung seiner Pläne auf Übernahme der Macht zu veranlassen. Zunächst ging es darum, in Ungarn und Kroatien eine Wende herbeizuführen, was gelang, wodurch Erzherzog Matthias 1608 zum König von Ungarn und Kroatien gekrönt wurde. Dann ging es darum, die Stände in Böhmen – wo Kaiser Rudolf II. residierte – zum Abfall zu bewegen. Da auch diese Bemühungen – insbesondere durch den Einsatz des Kanzlers von König Matthias, dem Bischof von Wien, Melchior Khlesl, seit 1615 Kardinal – erfolgreich waren, konnte Matthias 1611 auch zum König von Böhmen gekrönt werden. Schließlich folgte Matthias 1612 auch als Kaiser des Heiligen Römischen Reiches nach. In Anerkennung der Verdienste, die sich Maximilian von Dietrichstein bei dieser schwierigen Aufgabe erworben hatte, wurde er von Kaiser Matthias I. kurz nach dessen Krönung am 18. September 1612 in den Reichsgrafenstand erhoben.
Schon vor dem Tod von Kaiser Matthias im Jahre 1619 stand Maximilian von Dietrichstein auch im Dienst seines unmittelbaren Landesfürsten, des Erzherzogs Ferdinand II. von Österreich, der als Nachfolger seines Vaters, Erzherzog Karl II., ab 1590 in den „Innerösterreichischen Landen“, d. h. insbesondere in den Herzogtümern Steiermark, Kärnten und Krain regierte. Dabei unterstützte er dessen leitenden Berater, den Freiherrn, späteren Reichsfürsten Hans Ulrich von Eggenberg bei dessen Bemühungen, Erzherzog Ferdinand als Nachfolger von Kaiser Matthias zu positionieren. Wichtige Schritte waren dabei die Abtretung des Königreichs Böhmen an Erzherzog Ferdinand im Jahr 1617 und die Wahl zum König von Ungarn und Kroatien durch die Stände am 16. Mai 1618. Wenige Tage danach kam es am 23. Mai zum Prager Fenstersturz, wobei es – primär durch Intervention seines Onkels, des Kardinals Franz Seraph von Dietrichstein, Fürstbischof und Herzog von Olmütz – gelang, zu vermeiden, dass sich die mährischen Stände an dem folgenden Aufstand beteiligten. Schließlich ging es um die Durchführung der Verhandlungen, die letztlich am 28. August 1619 zur einstimmigen Wahl Ferdinands II. zum erwählten römischen Kaiser führten. Ferdinand selbst übte dabei als König von Böhmen das Wahlrecht als Kurfürst aus. Ferdinand II. verlieh ihm dafür am 7. August 1629 das nach dem Recht der Erstgeburt vererbliche Große Palatinat, d. h. das Amt eines Hofpfalzgrafen mit territorial unbegrenzter Kompetenz.
Sein Onkel, Franz Seraph von Dietrichstein, seit 1599 Kardinal, 1600 Fürstbischof und Herzog von Olmütz, war am 16. März 1624 in Wien von Kaiser Ferdinand II. als erster seines Hauses in den erblichen Reichsfürstenstand erhoben worden. Dies mit dem Recht, den Fürstenstand – insbesondere an seine Neffen – weitergeben zu können. Der Kardinal von Dietrichstein setzte daraufhin seinen Neffen Maximilian von Dietrichstein zum Universalerben und Nachfolger in der fürstlichen Würde ein. Maximilian musste jedoch nicht auf dessen Ableben warten, da Kaiser Ferdinand II. – als besonderen Gnadenbeweis – am 8. November 1629 eine Ausdehnung des seinem Onkel verliehenen Fürstenstandes verfügte, wodurch Maximilian selbst als der Zweite seines Hauses in den Reichsfürstenstand erhoben wurde. Eine kaiserliche Bestätigung der Verleihung des Reichsfürstenstandes für ihn und seine männliche Deszendenz nach dem Recht der Erstgeburt erfolgte am 24. März 1631. Darauf wurde er auf dem Reichstag zu Regensburg auf besondere Fürsprache von Kaiser Ferdinand III. gegen die Zusage der Anschaffung eines reichsunmittelbaren Territoriums unter den unmittelbaren Reichsfürsten mit Sitz und Stimme aufgenommen. Allerdings konnte er wegen des traditionellen Widerstandes der „Altfürsten“ gegen neu gefürstete Familien erst am 28. Februar 1654 – gleichzeitig mit den Fürsten von Salm, Auersperg und Piccolomini – feierlich mit Sitz und Stimme in das reichsfürstliche Kollegium eingeführt werden.
Der Kardinal von Dietrichstein begünstigte seinen Neffen auch durch die Vererbung eines Fideikommisses, den er nach Ankauf der Herrschaften Kanitz, Wostitz (Vlasatice in Südmähren), Saar (Žďár nad Sázavou) (das ehemalige, 1252 gegründete Zisterzienserstift) im heutigen Tschechien und Steinabrunn (im Bezirk Korneuburg in Niederösterreich) geschaffen und als Majorat eingerichtet hatte. Dies trug erheblich zur Vermehrung des fürstlichen Vermögens bei.
Im Jahr 1634 wurde Maximilian in den Orden vom Goldenen Vlies als 393. Ritter des Ordens seit der Gründung aufgenommen.
Nach dem Tod von Kaiser Ferdinand II. im Jahr 1637 diente er dessen Sohn und Nachfolger, Kaiser Ferdinand III. (1637–1657), fast bis zu seinem Tod im Jahre 1655 als Obersthofmeister, Konferenzminister und Geheimer Rat.
1638 überließ er einen Großteil der Güter des vormaligen Stiftes Saar um 146.000 Gulden an den Zisterzienserorden. Er verkaufte auch das Gut Steinabrunn und 1630 das Bischofslehen Rosswald an Georg Maximilian von Hoditz um 15.000 Taler. 1643 ließ er zu Nikolsburg in Schloss ein 2000 Eimer fassendes Weinfass aufstellen.

## Ehen und Nachkommen
Maximilian Fürst von Dietrichstein war zwei Mal verheiratet. Die erste Ehe wurde geschlossen am 23. April 1618 mit Anna Maria Prinzessin v. u. z. Liechtenstein (* 7. Dezember 1597; † 26. April 1640), der ältesten Tochter von Karl I. von Liechtenstein. Die zweite Ehe mit Sophie Agnes Gräfin von Mansfeld-Vorderort (* 4. November 1619; † 20. Januar 1677), einer Tochter von Graf Wolfgang III. zu Bornstädt, wurde am 4. Dezember 1640 geschlossen. Aus erster Ehe stammen elf Kinder und aus der zweiten sechs.
Aus der ersten Ehe stammen u. a.:
- Anna Franziska (* 1621; † 16. September 1685), ⚭ 23. April 1647 in Wien Generalfeldmarschall Reichsgraf Walter Leslie
- Maria Eleonore (* get. 1. Januar 1623 in St. Michael Wien; † 20. März 1687 in Brünn) ⚭ 1.) Leo Wilhelm (Lév Vilém) seit 1642 Graf Kaunitz (* 16. Januar 1614; † 31. Oktober 1655) ⚭ 2.) in Göding (Hodonín) Friedrich Graf von Oppersdorff, Freiherr zu Aich- und Friedstein († 22. Januar 1699)

- Johanna Beatrix Gräfin von Dietrichstein (* 1625; † 26. März 1676), ⚭ 4. August 1644 Karl Eusebius von Liechtenstein Reichsfürst v. u. z. Liechtenstein (1627–1684)
- Maria Clara (* 7. September 1626; † 28. Januar 1667), ⚭ 16. Januar 1650 in Wien Johann Friedrich Graf von Trauttmansdorff, Freiherr von Gleichenberg (* 5. Januar 1619; † 4. Februar 1696)
- Ferdinand Joseph von Dietrichstein, 3. Fürst von Dietrichstein zu Nikolsburg (* 1628/36 in Wien; † 1. Dezember 1698)
- Maria Margareta Josefa (* 18. April 1637; † Wien 15. Dezember 1676), ⚭ 21. Mai 1657 in Wien Feldmarschall Reichsgraf Raimondo Montecuccoli (* 21. Februar 1609  Montecuccoli bei Modena; † 16. Oktober 1680 in Linz)
- Maximilian Andreas (* 14. April 1638; † 4. Dezember 1692 in Prag), ⚭ 18. Januar 1663 Maria Justina Gräfin von Schwarzenberg (* 20. Februar 1646; † 21. April 1696)
- Maria Theresia (* 1639; † 5. Februar 1658), ⚭ 8. November 1654 Karl Adam Graf von Mansfeld-Vorderort-Bornstädt (* 1629, † 30. Mai 1662)